# Lydia Welti-Escher

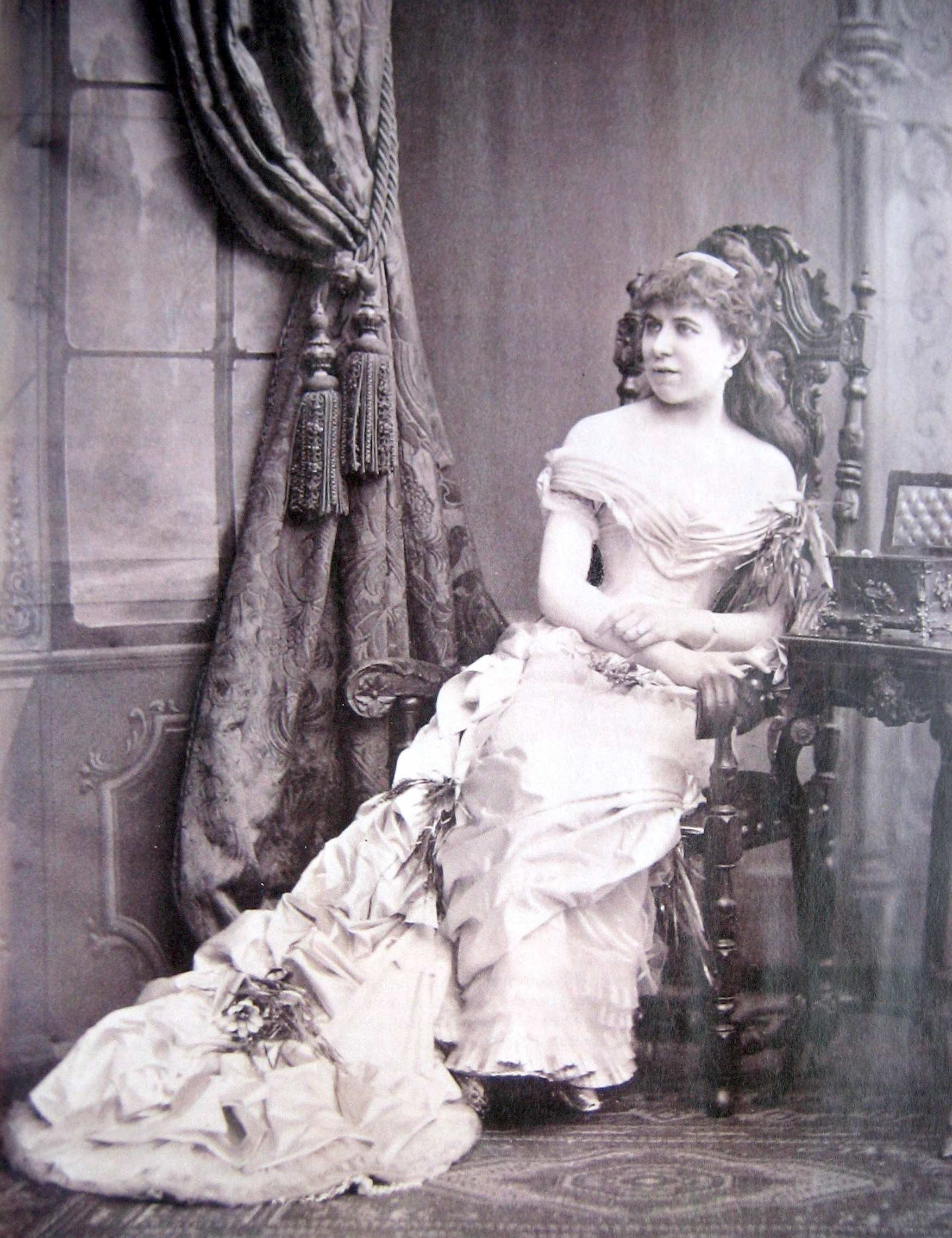
Lydia Welti-Escher

Lydia Welti-Escher (* 10. Juli 1858 in Enge bei Zürich; † 12. Dezember 1891 in Champel bei Genf) war eine Schweizer Mäzenin, Nachfahrin der Zürcher Patrizierfamilie Escher vom Glas, Tochter des Eisenbahnpioniers, Unternehmers und Politikers Alfred Escher, und zählte zu den wichtigsten Zürcher Persönlichkeiten und reichsten Frauen der Schweiz des 19. Jahrhunderts. Sie war mit Friedrich Emil Welti, dem Sohn von Bundesrat Emil Welti, verheiratet und scheiterte an der Liebesbeziehung zum Kunstmaler Karl Stauffer-Bern, die den rigiden Moralvorstellungen der Oberschicht zuwiderlief. Ein Jahr vor ihrem Freitod mit 33 Jahren gründete sie eine Stiftung, die – entgegen ihrem Willen – nicht explizit die künstlerische Arbeit von Frauen fördern und nicht Welti-Escher-Stiftung, sondern stattdessen Gottfried Keller-Stiftung heissen sollte.

## Leben

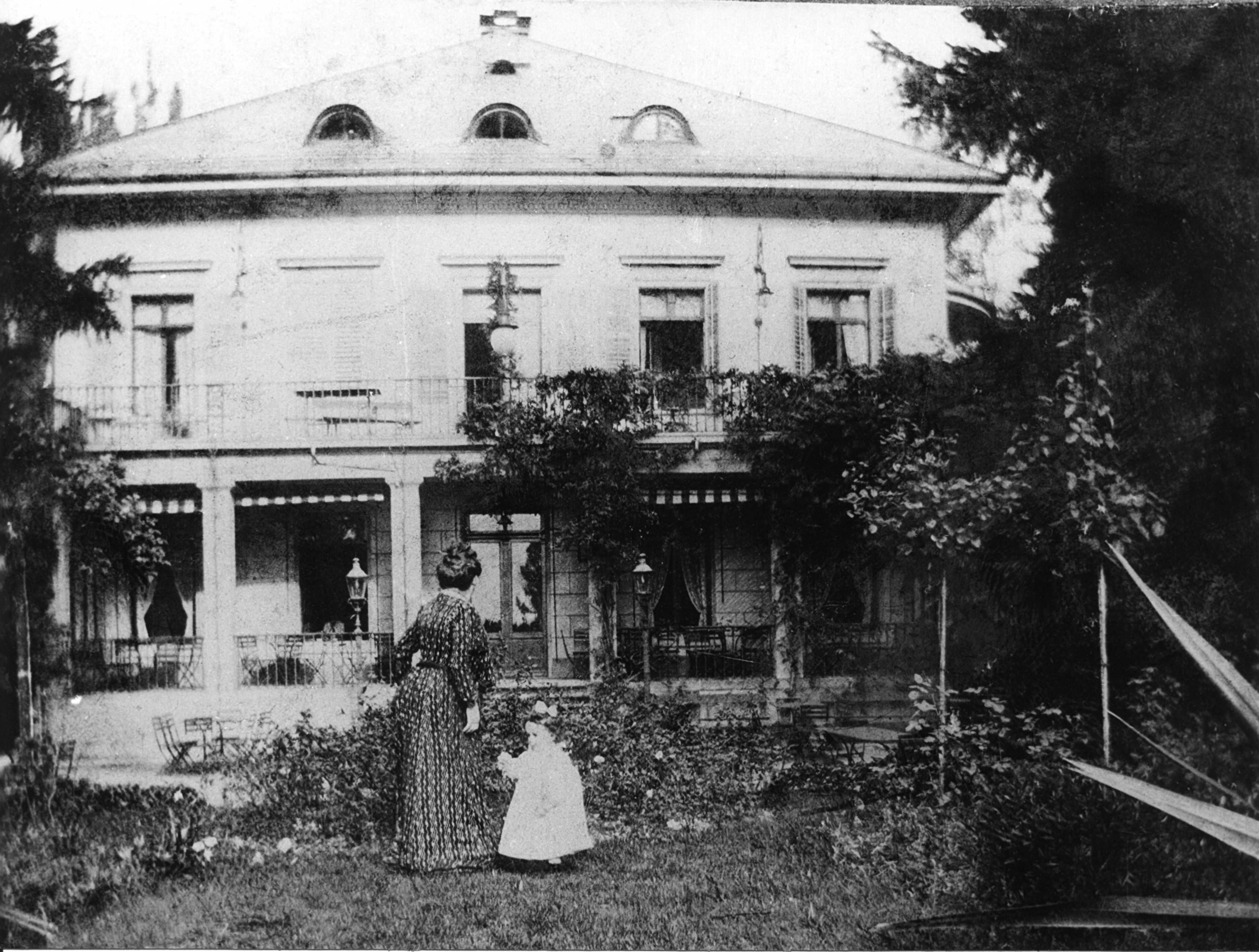
Lydia Escher als Kind vor der Villa Belvoir (um 1860), Quelle: Baugeschichtliches Archiv der Stadt Zürich

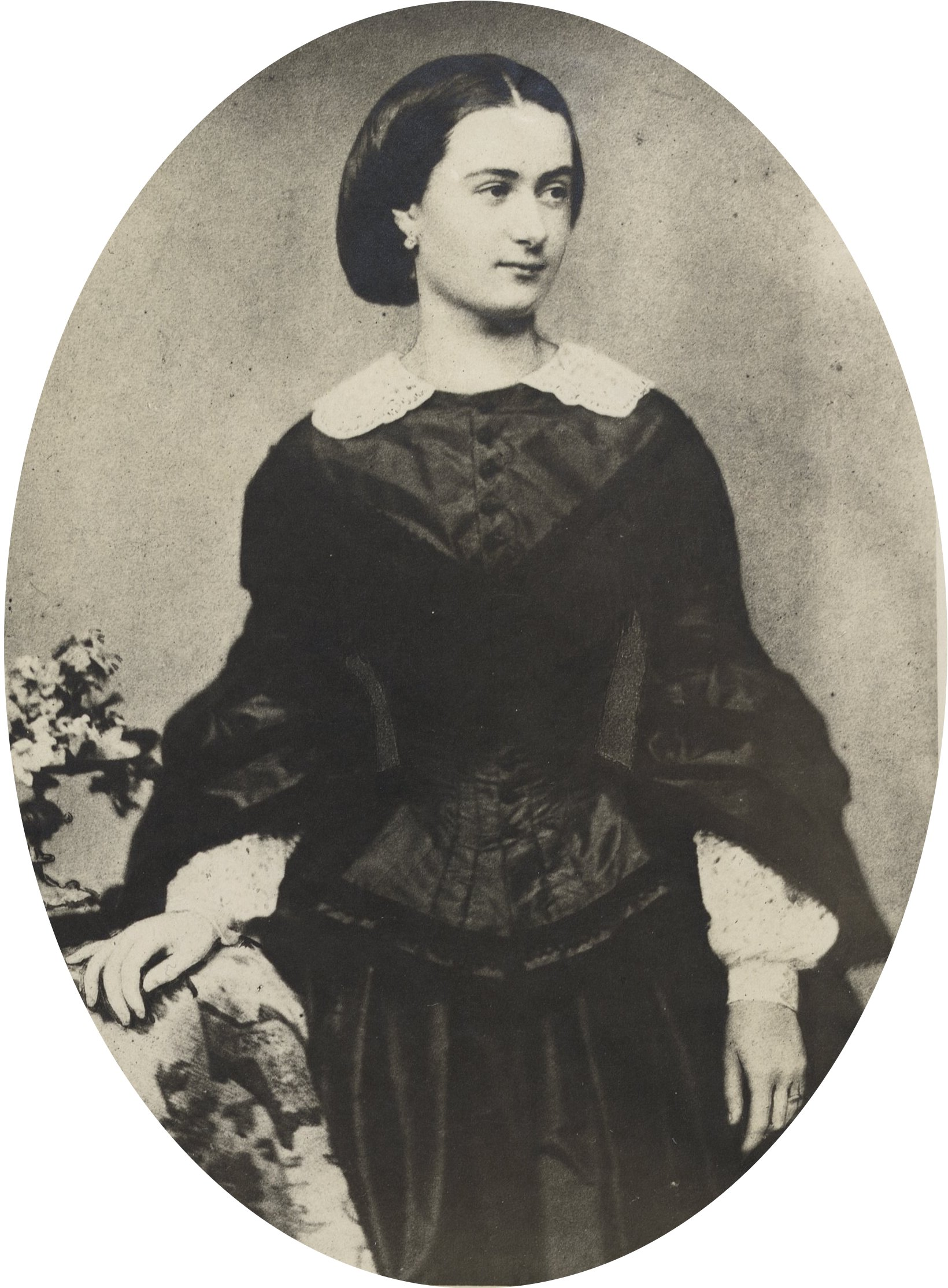
Lydias Mutter Augusta Escher, um 1855

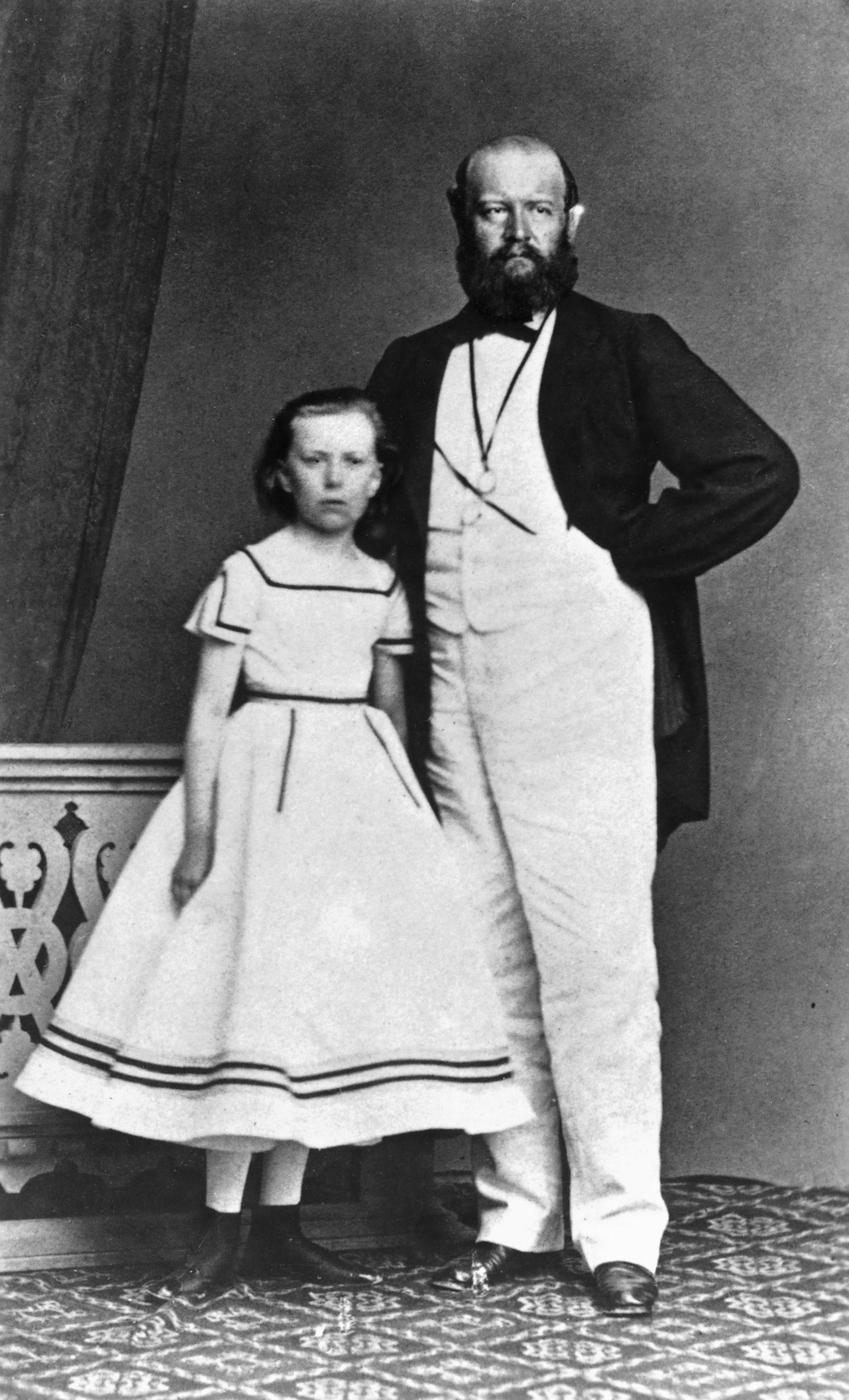
Alfred Escher und Tochter Lydia

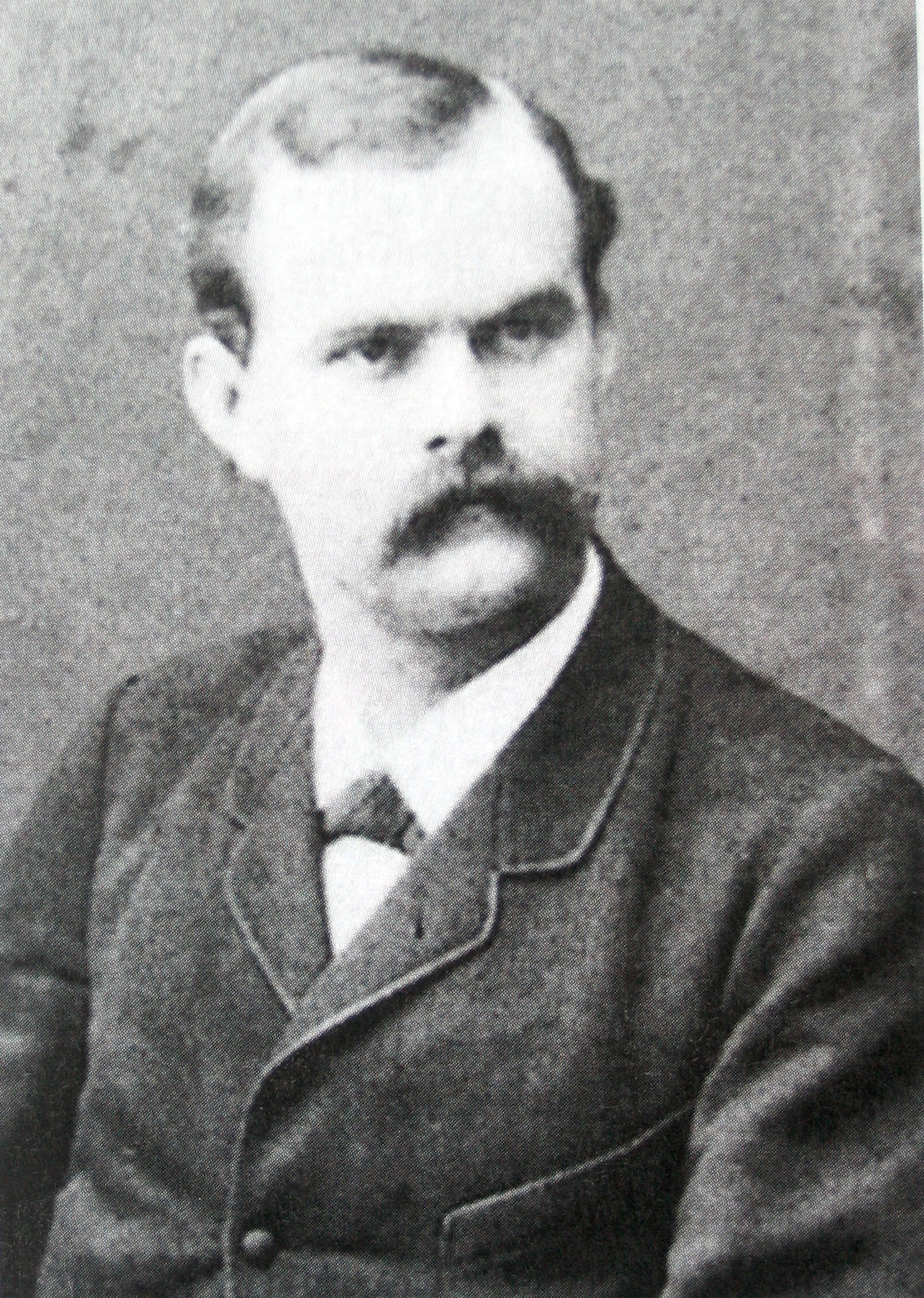
Friedrich Emil Welti

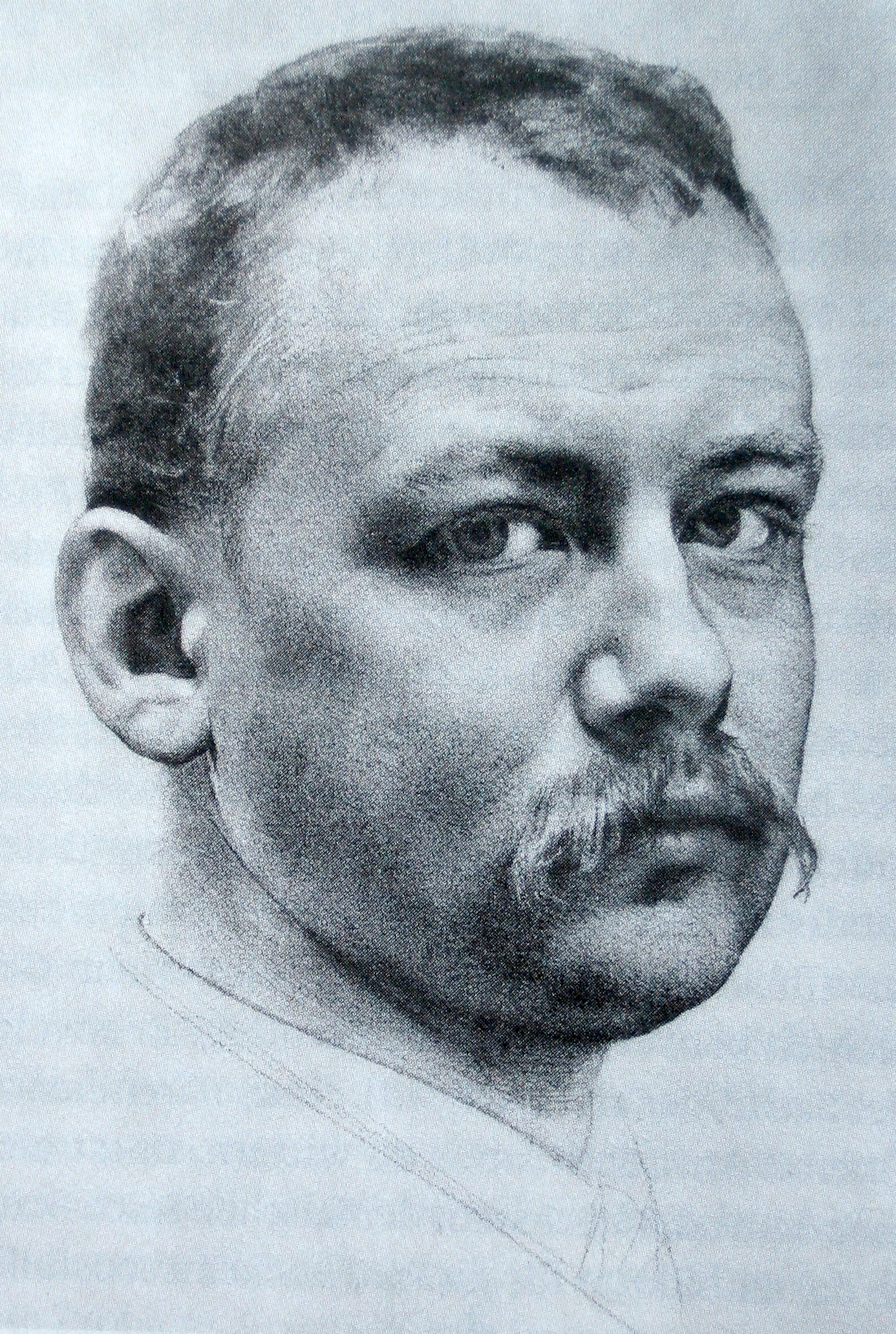
Karl Stauffer-Bern

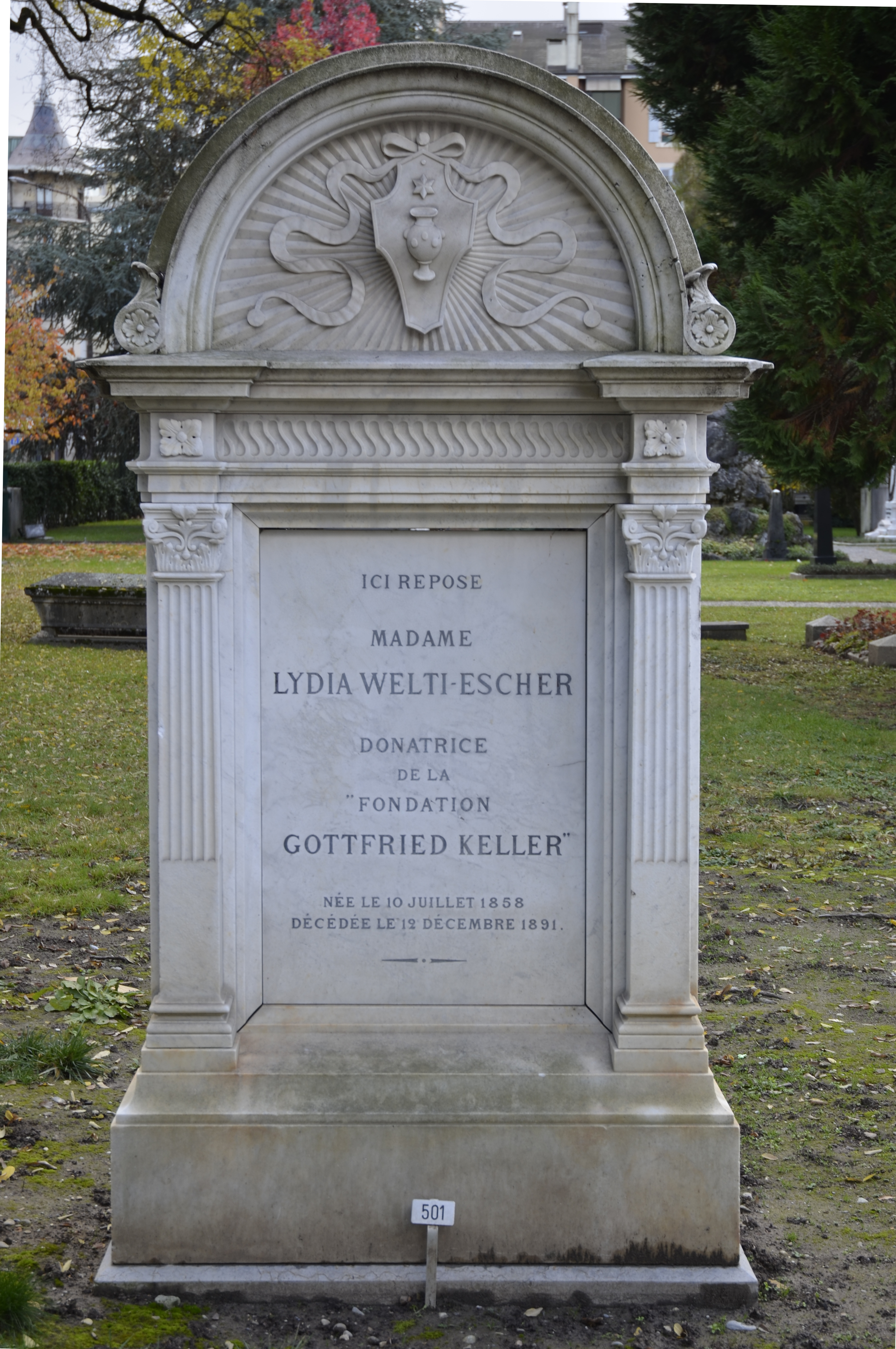
Grab von Lydia Welti-Escher, Cimetière des Rois, Genf

Lydia Welti-Escher war die einzige das Kindesalter überlebende Tochter des mächtigen Zürcher Politikers und Wirtschaftsführers Alfred Escher und der Augusta Escher-Uebel (1838–1864). Sie wuchs im Belvoir auf, einem herrschaftlichen Anwesen in der Gemeinde Enge bei Zürich. Schon im Alter von sechs Jahren verlor Lydia ihre Mutter und wurde fortan von den beiden Grossmüttern und von Erzieherinnen aufgezogen. Alfred Escher war bemüht, trotz immensen geschäftlichen und politischen Verpflichtungen so oft wie möglich bei seiner Tochter zu sein, zu der er eine herzliche Beziehung pflegte. Lydia Eschers Jugendzeit unterschied sich wesentlich von derjenigen anderer junger Zürcherinnen aus grossbürgerlichen Kreisen. Schon früh unterstützte sie ihren Vater in Schreibarbeiten, führte den Haushalt im Belvoir und wuchs in die Rolle der Gastgeberin hinein. Ein gerngesehener Gast im Belvoir und väterlicher Freund von Lydia Escher war der Dichter Gottfried Keller.
Lydia Escher war eine selbstbewusste junge Frau, die viel las, mehrere Fremdsprachen beherrschte und gerne Musik- und Theateraufführungen besuchte. In ihren Briefen an ihre Jugendfreundin, die Malerin Louise Breslau, erzählte sie, dass sie Gesangs- und Klavierstunden nahm. Besonders fasziniert zeigte sich die kunstinteressierte Lydia Escher vom schöpferischen Genius.
Am 4. Januar 1883 heiratete Lydia Escher Friedrich Emil Welti – den Sohn des damals mächtigsten Bundesrates Emil Welti. Dieser konnte dank seiner Heirat mit der Escher-Tochter in den Olymp der Schweizer Wirtschaft aufsteigen und nahm in zahlreichen Verwaltungsräten Einsitz.
Während Friedrich Emil Welti Karriere machte, langweilte sich Lydia Welti-Escher zusehends. Die Haushaltsführung füllte sie nicht aus, und sie vermisste interessante Gäste und anregende Gespräche. Durch ihren Ehemann kam sie in Kontakt mit Karl Stauffer-Bern. Das Ehepaar Welti-Escher wirkte als Mäzen für den Maler und ermöglichte ihm die Arbeit in Italien. Im Oktober 1889 siedelte das Ehepaar Welti-Escher nach Florenz über. Kurz darauf reiste Friedrich Emil Welti – seiner Aussage zufolge aus geschäftlichen Gründen – jedoch wieder in die Schweiz und liess seine Frau in Karl Stauffers Obhut zurück. Die beiden wurden ein Liebespaar. Lydia Welti-Escher wollte sich von ihrem Mann scheiden lassen und Karl Stauffer heiraten. Zusammen flohen sie nach Rom. Dadurch aufgeschreckt, wurde Friedrich Emil Welti aktiv. Bundesrat Emil Welti liess seine Beziehungen zugunsten seines Sohnes spielen, und die Schweizer Gesandtschaft in Rom leistete wichtige Handlangerdienste.
Damit schien das Schicksal des jungen Liebespaares besiegelt: Lydia Welti-Escher wurde in einem Römer Irrenhaus interniert und Karl Stauffer inhaftiert. Man beschuldigte ihn zuerst der Entführung und des Diebstahls, später gar der Vergewaltigung einer Irrsinnigen. Davon wurde Karl Stauffer im Juni 1890 aufgrund fehlenden Straftatbestandes freigesprochen. Das kürzlich erstmals integral veröffentlichte psychiatrische Gutachten über Lydia Welti-Escher vom 27. Mai 1890 hatte nämlich gezeigt, dass ihre Internierung im Römer Irrenhaus nicht gerechtfertigt und die zuerst gestellte Diagnose des «systematisierten Wahnsinns» frei erfunden war. Auch aus heutiger Sicht überzeugt die Argumentationsweise der Gutachter und ihre Schlussfolgerung, dass Lydia Welti-Escher im Besitze ihrer völligen geistigen Integrität war (Prof. D. Hell).
Nach viermonatigem Aufenthalt im Irrenhaus von Rom wurde sie schliesslich von ihrem Gatten Friedrich Emil Welti in die Schweiz zurückgebracht und stimmte dessen Scheidungsbegehren und einer finanziellen Vereinbarung zu, welche sie zu einer Zahlung von 1,2 Mio. Fr. Entschädigung verpflichtete. In der Zürcher Gesellschaft nicht integriert und als Ehebrecherin geächtet, bezog Lydia Welti-Escher im Spätsommer 1890 ein Haus in Champel bei Genf. Nachdem sie ihr letztes Lebensziel – die Errichtung einer Kunststiftung – erreicht gesehen hatte, beendete Lydia Welti-Escher am 12. Dezember 1891 ihr Leben, indem sie in ihrer Villa den Gashahn öffnete. Bereits im Januar desselben Jahres hatte Karl Stauffer-Bern in Florenz durch Suizid sein Leben beendet, da er an der Liebe zu Lydia Welti-Escher zerbrochen war.
Es gibt einen bei den Biographen umstrittenen Punkt in der Darstellung des Lebens von Lydia Welti-Escher. Während gemäss Joseph Jungs Biographie Lydia Welti-Escher nach ihrer Internierung in der Römer psychiatrischen Klinik und nach ihrer Rückkehr in die Schweiz erneut in der psychiatrischen Klinik Königsfelden «untersucht» worden sein soll und sich dort aufgehalten habe, erklärt Biograph Willi Wottreng, für einen weiteren Aufenthalt in Königsfelden gebe es keine Quellen. Dies sei wichtig, weil es zeige, dass Lydia Welti-Escher sich dem Willen ihres Ehemanns und ihres Schwiegervaters widersetzt und nach den Geschehnissen in Italien sich damit als emanzipierte Frau bewiesen habe.

## Werk
Mit dem ihr nach der Scheidung verbliebenen beträchtlichen Vermögen – es handelte sich um die Villa Belvoir samt dem grosszügig angelegten Belvoirpark und Wertschriften im Gesamtwert von damals nominell 4 Millionen Schweizer Franken – gründete Lydia Welti-Escher eine Stiftung. Diese erhielt, nachdem die Stifterin ihren Willen nicht durchsetzen konnte, sie hatte an ihren Familiennamen gedacht, als Alternative den Namen des befreundeten Schriftstellers Gottfried Keller-Stiftung. Die Verwaltung lag beim schweizerischen Bundesrat. Am 6. Juni 1890 erwuchs der Gründung Gesetzeskraft. Lydia Escher wollte damit ein patriotisches Werk vollbringen, wie der von ihrem Vater Alfred Escher initiierte Gotthardtunnel eines war.
Die Gottfried Keller-Stiftung hätte nach dem ursprünglichen Willen der Stifterin die «Selbständigmachung des weiblichen Geschlechtes – wenigstens auf dem Gebiete des Kunstgewerbes» fördern sollen. Dieser Zweck wurde auf Drängen ihres (geschiedenen) Ehemannes nicht in die Gründungsurkunde übernommen und in einen Begleitbrief abgedrängt. Die Gottfried Keller-Stiftung entwickelte sich zwar zu einer bedeutenden Sammlungsinstitution für Kunst, dem feministischen Anliegen der Gründerin wurde aber nicht entsprochen.
Lydia Welti-Escher ist eine herausragende Frauengestalt der Belle Époque in der Schweiz. Ihr Verdienst liegt zum einen darin, dass sie als Patrizierin durch ihre Liaison mit einem Künstler – zu der sie offen stand – enge gesellschaftliche und moralische Normen eines Daseins als Patrizierin sprengte; zum andern liegt ein historisches Verdienst in der Gründung einer Schweizer Kunststiftung von nationaler Bedeutung.

## Würdigungen

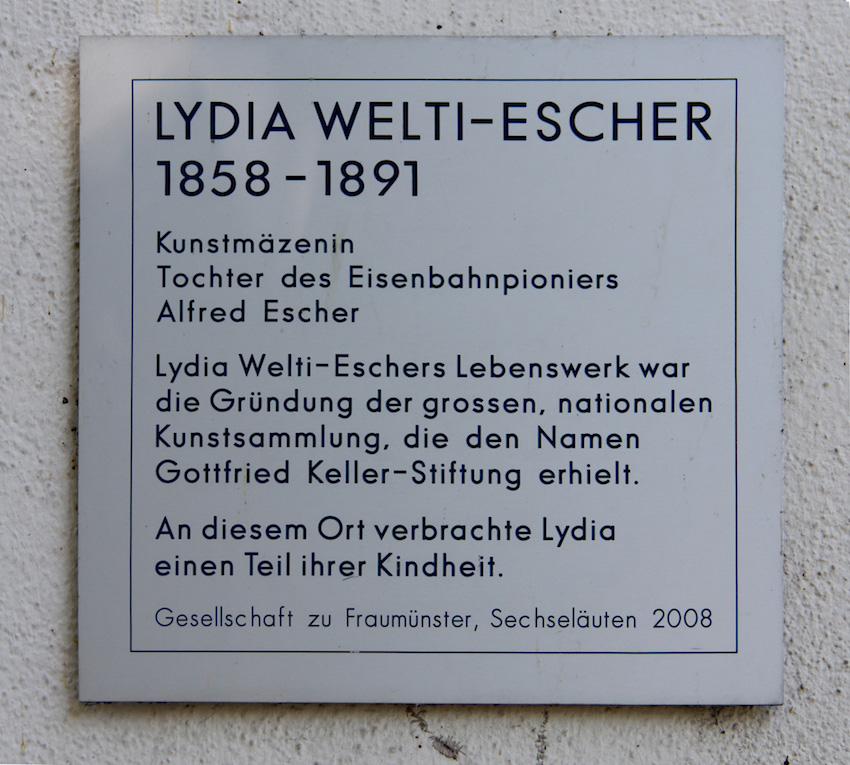
Gedenktafel der Zürcher Gesellschaft zu Fraumünster, 2008

Aus Anlass ihres 150. Geburtstages wurde Lydia Welti-Escher als herausragende Kunstmäzenin von der Zürcher «Gesellschaft zu Fraumünster» – der Frauenzunft – geehrt: Eine Tafel, angebracht am Haus des Hauptsitzes der Schweizer Kulturstiftung Pro Helvetia bei einem Plätzchen vor dem Zürcher Kunsthaus, erinnert seitdem an die Patrizierin. Auf Vorstoss derselben Gesellschaft beschloss der Zürcher Stadtrat, beantragt durch die Strassenbenennungskommission, im Dezember 2008, den Platz «Lydia-Welti-Escher-Hof» zu taufen. Ihre Verdienst um die Kunstförderung und die Gründung der Gottfried-Keller-Stiftung sollten so gewürdigt werden. Buchautor Willi Wottreng, der die Laudatio hielt, bezeichnet Lydia Welti-Escher im Vorwort zu seiner Biographie als «eine adlige Feministin».

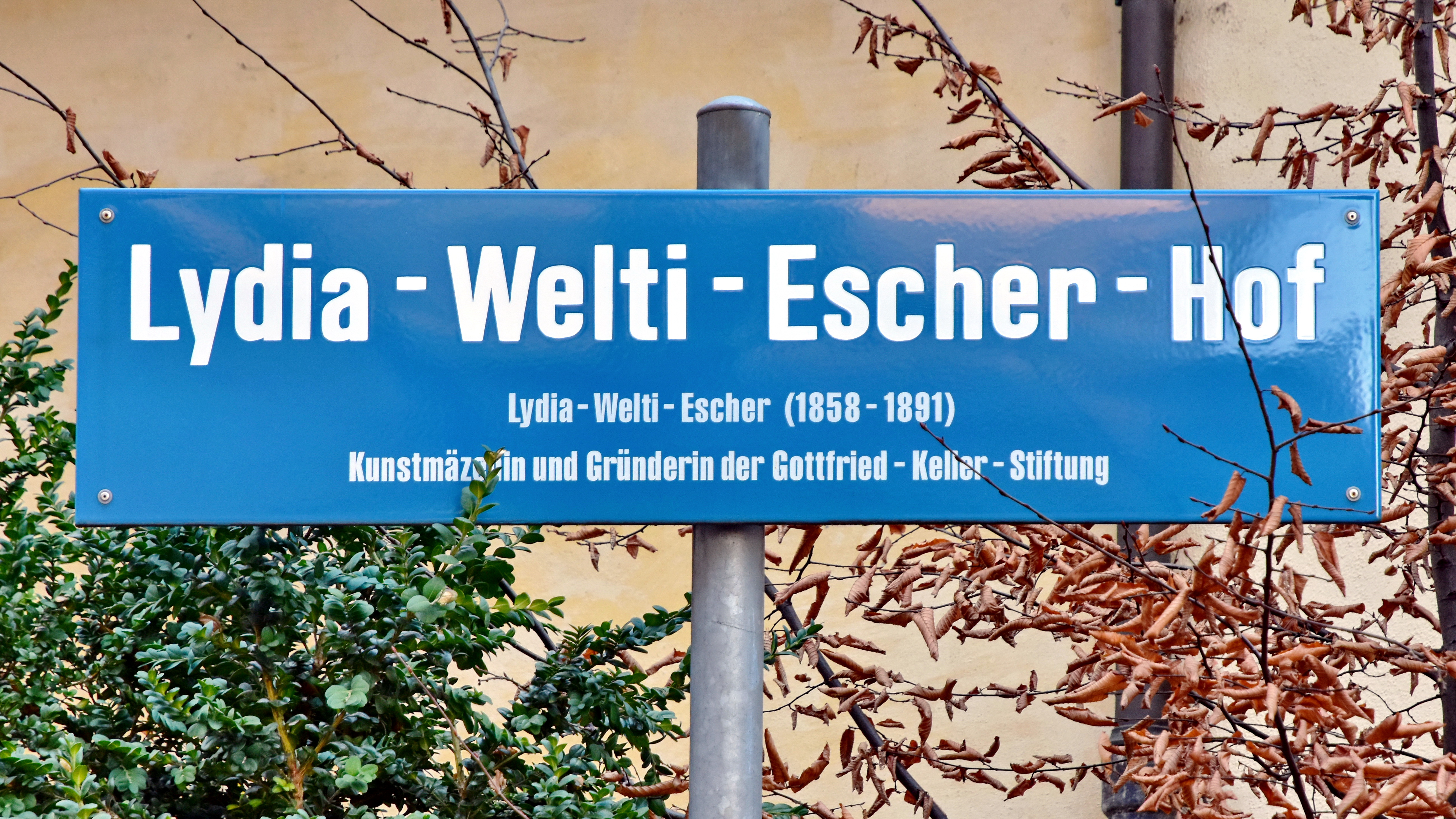
Lydia-Welti-Escher-Hof, Kunsthaus Zürich
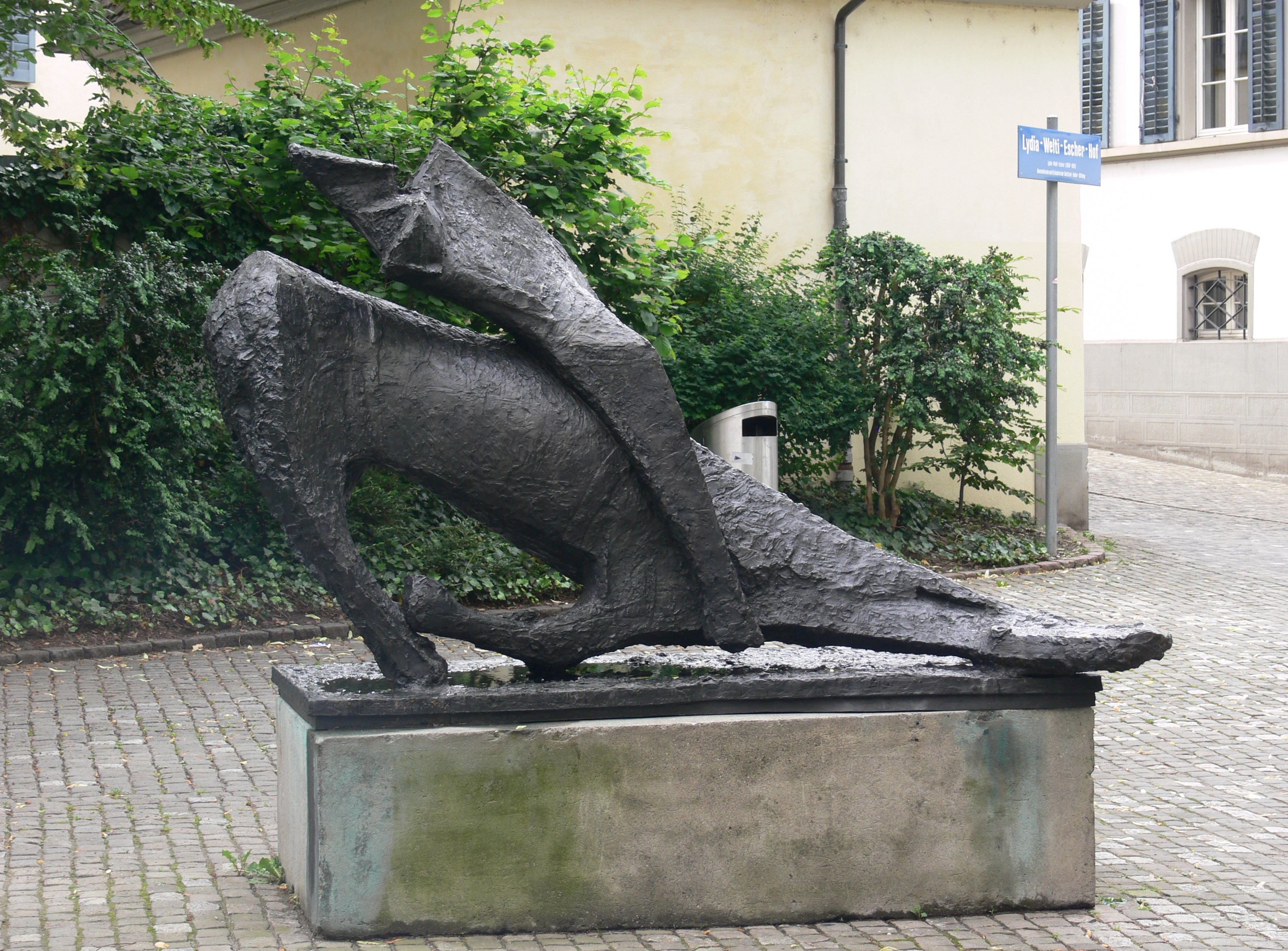
Miracolo, 1959/60. Reiterskulptur von Marino Marini im Lydia-Welti-Escher-Hof
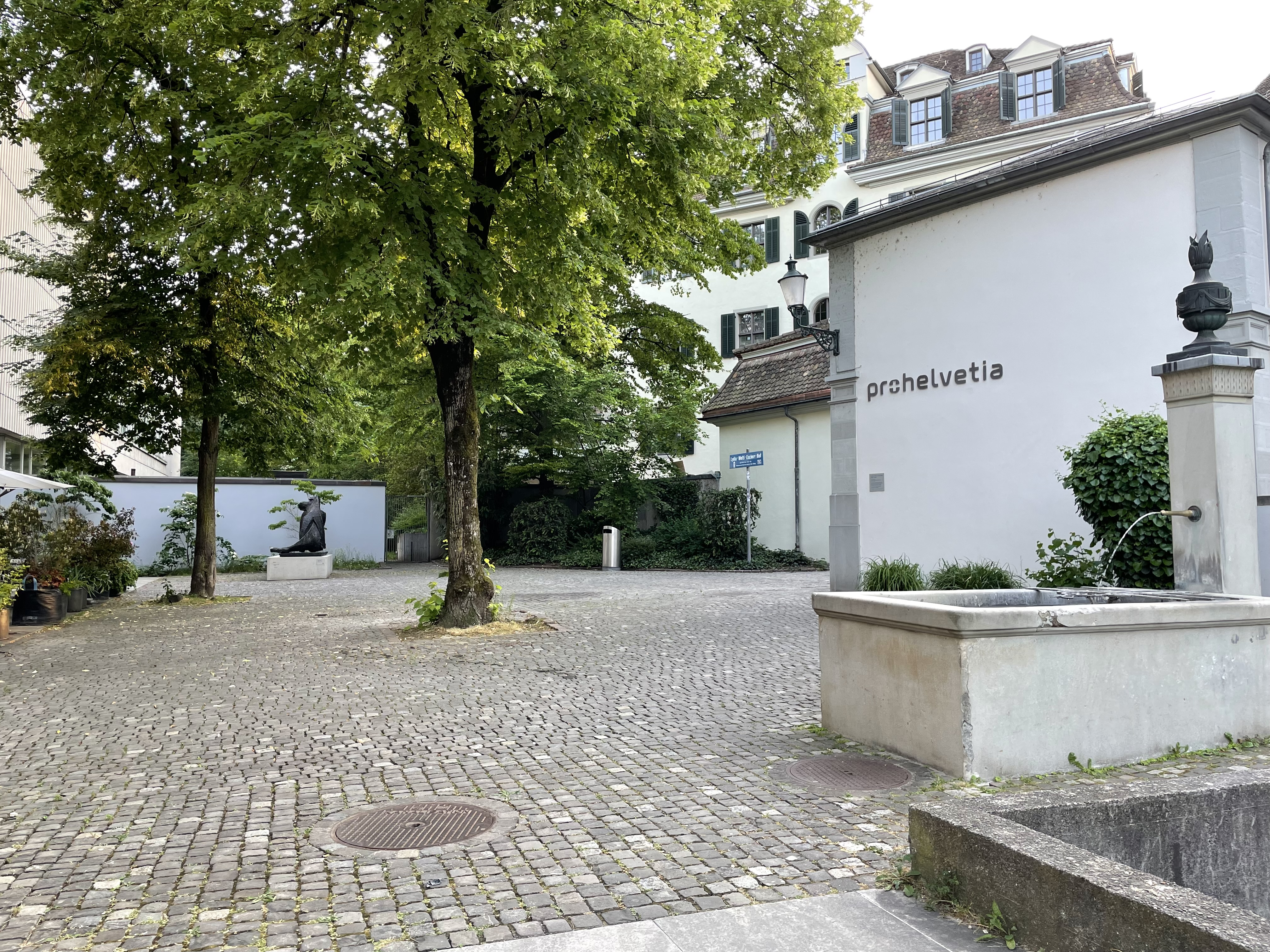
Ansicht des ganzen Hofs, rechts Anbau des Hauses zum Lindengarten, Geschäftssitz der Schweizer Kulturstiftung Pro Helvetia

## Lesungen und Festlichkeiten
Willi Wottreng erzählt aus dem Leben der Feministin der Belle Époque
Am 8. Mai 2019 fand im Restaurant Belvoirpark eine Lesung des Historikers und Schriftstellers Willi Wottreng mit Auszügen aus seiner Biografie statt. Als Veranstalter zeichnete der Leseverein Kilchberg.
Lydias Fest – zu Gottfried Kellers Geburtstag
Am 21. Juni 2019 wurde anlässlich des 200-jährigen Geburtstags von Gottfried Keller unter dem Titel Lydias Fest ein literarisches Dinner mit Kulinarik, Literatur, theatralen Szenen, Musik und Interviews als Gesamtkunstwerk durchgeführt.
Lydiade – Die Geschichte einer reichen Frau und eines begnadeten Künstlers
Das Theater Bachturnhalle in Schaffhausen führte vom 23. bis am 25. August 2023 eine so genannte Lydiade mit Aufführungen des Einpersonenstücks «Lydia – ein Monodrama» des Theaters Lydia, mit einer Lesung «Stauffer-Bern» sowie mit einem Vortrag von Joseph Jung durch.

## Theateradaptionen der Biografie
Ein Bild von Lydia
Im März 2019 adaptierte das Theater an der Effingerstrasse in Bern den Roman von Lukas Hartmann «Ein Bild von Lydia».
Lydia – Ein Monodrama
Seit dem Sommer 2021 ist die Schauspielerin Graziella Rossi mit der Theaterinszenierung «Lydia – ein Monodrama» auf Tournee. Uraufgeführt wurde das Stück am 23. August 2021 in der Kellerbühne des Haberhaus Schaffhausen. Regie führte Damir Žižek, die historische Dramaturgie übernahm Joseph Jung.

## Literatur

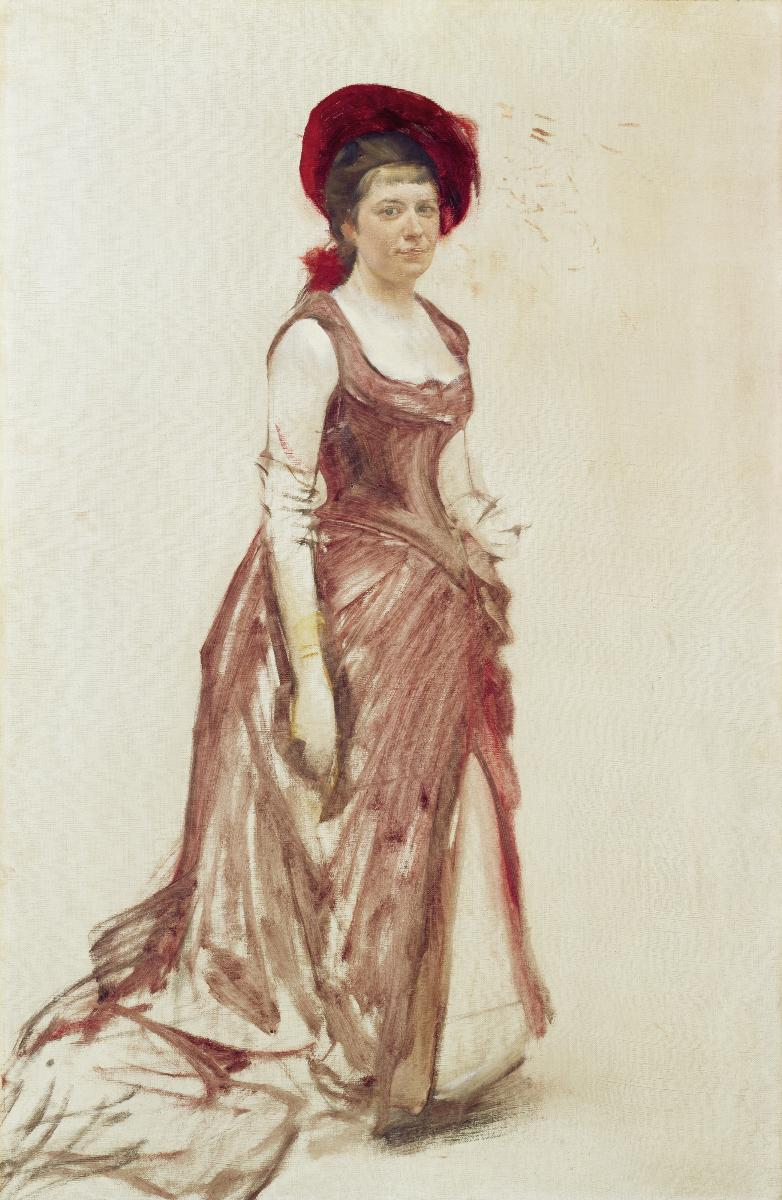
Bildnis Lydia Welti-Escher im roten Kleid, 1886, Gemälde von Karl Stauffer-Bern, Depositum der Gottfried Keller-Stiftung im Kunsthaus Zürich

## Belletristik
- Hildegard Elisabeth Keller / Christof Burkard: Lydias Fest, Edition Maulhelden, Zürich 2019, ISBN 978-3-907248-00-3.
- Lukas Hartmann: Ein Bild von Lydia, Diogenes-Verlag, Basel 2018, ISBN 978-3-257-60864-9
- Stef Stauffer: Die Signora will allein sein. Münster Verlag, Basel 2017, ISBN 978-3-905896-68-8.
- Wilhelm Schäfer: Karl Stauffers Lebensgang. Eine Chronik der Leidenschaft (Roman), München / Leipzig 1912, ISBN 978-0-666-61024-9